# تیپ گرگ (عراق)
تیپ گرگ ( عربی: لواء الذئب، آوانگاری: liwaa' adh-dhi'ib     ، از سال ۲۰۰۶ به شکل رسمی تیپ آزادی،  قسمتی سازمان یافته از نزدیک ۲,۰۰۰ پلیس اختصاصی کماندویی می باشد که به شکل رسمی زیر نظر وزارت کشور عراق می باشد.

## تاریخ

### ایجاد
کماندوهای پلیس اختصاصی یا ویه یک واحد با تجربه و نخبه ضد آشوب بودند که به وزارت کشور گزارش می دادند.    در ژوئن ۲۰۰۴، سی پی ای فرمانرویی خودش را به دولت زود گذر عراق واگذار نمود. در وقت ایاد علاوی ، نخست وزیر نوین، سی پی ای یک وزیر کشور نوین به اسم فلاح حسن النقیب را منتخب نمود.
النقیب بعد از کارکرد بی قدرت پلیس در جنگ ها برضد ارتش مهدی مقتدی صدر، روحانی شیعه، در پی عرضه نیروهای تاثیر گذار پاسبانی عراق به وزارت اطلاعات این کشور بود.  النقیب «بخش های کماندویی» از سربازان پیشین را از قسمت های برگزیده مانند گارد جمهوری صدام تشکیل داد. این قسمت ها که عدنان ثابت، ژنرال پیشین ارتش، عموی النقیب را رهبری می نمود، به تنهایی به وزیر وفامند بودند. کماندوها در ابتدای کارشان بدون مداخله ایالات متحده رشد پیدا کردند، زیر نظر وزارت اطلاعات بودند و خارج از دستور کار کمک تعلیمی تیم تعلیمی کمک پلیس غیرنظامی ایالات متحده (سی پی ای تی تی) بودند. ارتش آمریکا از این قسمت ها حمایت جنگ افزاری و لجستیکی نمود که زیر نظر وزیر النقیب در جنگ در کنار نیروهای آمریکایی برضد آشوب گر های سنی و شبه نظامیان شیعه تاثیر گذار بود.
این قسمت در ماه سپتامبر ۲۰۰۴ "ایجاد" گردید (یا حداقل به شکل مردمی آشکار گردید) و نزدیک ۵,۰۰۰ افسر دارد. مشاور اصلی ایالات متحده (مشاور) سرهنگ جیمز استیل بود که باز از سال ۱۹۸۴ تا ۱۹۸۶ رهبری گروه مشاور های نظامی ایالات متحده در السالوادور  عهده دار بود. در سرآغاز کار زیر نظر فرماندهی یک ژنرال ۳ ستاره پیشین شیعه و یکی از مسئول های اس سی آی آر آی بود که تحت عنوان جنگجوی ابو ولید  واقع بود، ولی اسم اصلی او محمد قریشی بود. 
این یگان بیشتر در کنار نیروهای آمریکایی، به خصوص در بغداد و موصل، بودند  این واحد که در نوامبر ۲۰۰۴ در کنار نیروهای آمریکایی و کرد در موصل جنگمی نمودند ، آشکار می شد. نیروهای آمریکایی در سامرا بعد از تهاجم های پیاپی در سال های ۲۰۰۴ و ۲۰۰۵، زندانیان خود را برای "استفسار بیشتر" به تیپ ولف تحویل  می دادند. یک گزارش شکایت از تفسیر های جنگ عراق درز نموده در یک باره ادعا می نماید که "در اندازه روند استفسار، آر او [افسر درجه بندی] زندانی موضوع را تهدید نمود که دیگر هیچ زمانی خانواده خود را مشاهده نخواهید کرد و به "گردان گرگ" ارسال می گردید. در معرض کل درد و رنجی که «گردان گرگ» بر سر زندانی شدگان خود می کشد، باشد.» 
در روز های پایانی سال ۲۰۰۵، بریگاد کمابیش ۲,۰۰۰ نفر را تشکیل می داد و بدون تنبیه عمل می نمود. این یگان رسماً زیر نظر فرماندهی وزیر کشور وقت، ابراهیم الجعفری بود که در ماه آوریل ۲۰۰۵ به اندازه یک سال نخست وزیر گردید، چون خشونت های فرقه ای به شکل گسترده  آرام و به تدریج کم شد. 

### عملیات

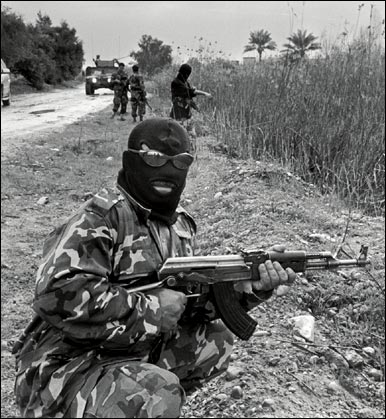
کماندوهای عراقی که بعد از تعقیب و گریز با خودرو، ناحیه را تامین می نمودند، منجر به بازداشت تروریست های خارجی شد.

در ماه مه ۲۰۰۶، نوری المالکی جانشین جعفری به عنوان نخست وزیر گردید و پایبند بود که بریگاد گرگ و هر قسمت یا واحد دیگری را که برنامه های فرقه ای را انجام می دادند، مضمحل نماید، ولی تا آن وقت بیشتر پیشرو های تیپ ها فرار کرده یا به قتل رسیده بودند. 
در ماه نوامبر ۲۰۰۶، این تیپ در کنار نیروهای زیر نظر رهبری ایالات متحده در موصل ، پایگاه سنی‌ها در شمال غربی بغداد ، مبارزه انجام داد. 
در ماه دسامبر ۲۰۰۹، بریگاد گرگ موفق به کسب موفقیت گردید مشهوریت بعد از پیروزی تروریسم در دستان عدالت، یک برنامه پر تماشایی در تلویزیون العراقیه که استفسار های زنده از آشوب گر های عراقی توسط کماندوهای بریگاد گرگ را نشان می داد و در پایگاه داده گزارش جنگ مورد تشویق واقع گرفت.  در یکی از قسمت‌ها، ابو ولید از نزدیک ۳۰ متهم که لباس‌های وازده بر تن داشتند، چند عکس از کشته شدگان آنان را که در دست داشتند و منتظر ابراز به جنایت های خود بودند، بازجویی نمود. 

## ساختار
این واحد کما بیش دو بدو شیعه بود و مقدار زیادی از نیروهای خود را از محله های فقیرنشین شیعه شهر صدر در بغداد جذب می نمودند.  براساس گزارش ها، گروه های تیپ ۷۰۰,۰۰۰ دینار عراقی یا ۴۰۰ دلار در ماه حقوق می گرفتند. مبلغ بسیاری از دیدگاه عراقی  بسیاری از کارکنان و پرسنل های یگان ها از گروه تیپ بدر بودند. 
قسمت های تکاور پلیس اختصاصی که بعدها زیر نظر حکومت انتقالی الدعوه و سی اس آی آر آی در سال ۲۰۰۵ ایجاد شد، طبق مدل عرضه گردیده توسط بریگاد ولف بود.
گروه های آن جامه بر تن می کردند - لباس زیتونی مانند، کلاه های قرمزی، عینک آفتابی بسته بندی گردیده- که از گارد نخبه صدام دلخور می باشد. نشان بازوبند آنان یک گرگ با شمایلی تهدیدآمیز می باشد. 

## ذبح کردن در تلویزیون عراق
در روز های پایانی ماه ژوئن ۲۰۱۶، یک فیلمی از اعدام توسط دولت اسلامی انتشار گردید که ذبح کردن سردار محمد قریشی، مشهور به سردار ابوالولید، فرمانده پیشین نیروی ضد آشوب گر های تیپ گرگ را نشان می داد.